# جان (ثعبان)
الجانُّ (الاسم العلمي: Coronella)، جنس ثعابين غير ضارة من فصيلة الأحناش. يستوطن أوروبا وشمال إفريقيا وغرب آسيا. هناك ثلاثة أنواع معروفة منه حاليًا.
وتعرف باسم الثعابين الناعمة.

## الأنواع
- حفاث أملس
- حفاث أمغر